# Paul do Mar – Jardim do Mar
Paul do Mar – Jardim do Mar este o arie protejată (sit de importanță comunitară — SCI) din Portugalia întinsă pe o suprafață de 187,77 ha, integral pe uscat.

## Localizare
Centrul sitului Paul do Mar – Jardim do Mar este situat la coordonatele 32°45′00″N 17°12′54″W / 32.75°N 17.215°V.

## Înființare
Situl Paul do Mar – Jardim do Mar a fost declarat sit de importanță comunitară în decembrie 2015 pentru a proteja 6 specii de plante și 11 specii de animale.

## Biodiversitate
Situată în ecoregiunea , aria protejată conține 4 habitate naturale: Faleze cu floră endemică de pe coastele macaroneziene, Tufărișuri termo-mediteraneene și de pre-deșert, Păduri de Olea și Ceratonia, Păduri macaroneziene de dafin (Laurus, Ocotea).
La baza desemnării sitului se află mai multe specii protejate:
- plante (6): Chamaemeles coriacea, Marcetella maderensis, Maytenus umbellata, Oenanthe divaricata, Phagnalon saxatile, scilla madeirensis (Scilla maderensis)
- păsări (11): Anthus berthelotii, porumbel (Columba livia), Columba trocaz, măcăleandru (Erithacus rubecula), vânturel roșu (Falco tinnunculus), cinteză (Fringilla coelebs), Serinus canaria, chiră de baltă (Sterna hirundo), silvie cu cap negru (Sylvia atricapilla), Sylvia conspicillata, mierlă (Turdus merula)

Pe lângă speciile protejate, pe teritoriul sitului au mai fost identificate 43 de specii de plante, 16 specii de păsări, 2 specii de mamifere, 21 de specii de nevertebrate, 1 specie de reptile.